# Опасности синтетической биологии
Опасности синтетической биологии, или инженерной биологии, включают в себя опасности биобезопасности для рабочих и населения, опасности биозащищённости, возникающие в результате преднамеренной конструирования организмов с целью причинения вреда, а также опасности для окружающей среды. Угрозы для биобезопасности аналогичны угрозам для существующих областей биотехнологии, в основном они заключаются в воздействии патогенов и токсичных химических веществ; однако новые синтетические организмы могут иметь новые риски. Что касается биологической безопасности, есть опасения, что синтетические или переработанные организмы теоретически могут быть использованы для биотерроризма. Потенциальные риски биобезопасности могут включать в себя воссоздание известных патогенов с нуля, создание более опасных существующих патогенов и создание микробов для производства вредных биохимических веществ. Наконец, экологические опасности включают неблагоприятное воздействие на биоразнообразие и экосистемные услуги, включая потенциальные изменения в землепользовании в результате сельскохозяйственного использования синтетических организмов.
В целом, существующие меры по обеспечению безопасности, методологии оценки рисков и правила, разработанные для традиционных генетически модифицированных организмов (ГМО), также применимы к синтетическим организмам. «Внешние» методы биологического сдерживания, используемые в лабораториях, включают шкафы биобезопасности и перчаточные боксы, а также средства индивидуальной защиты. В сельском хозяйстве они включают изоляционные расстояния и барьеры для пыльцы, аналогично методам биологического сдерживания ГМО. Синтетические организмы потенциально могут обеспечивать повышенный контроль за опасностями, поскольку они могут быть разработаны с использованием «внутренних» методов биологического сдерживания, которые ограничивают их рост в бесконтактной среде или предотвращают горизонтальный перенос генов организмам. Примеры внутреннего биологического сдерживания включают ауксотрофию, переключатели биологического уничтожения, неспособность организма реплицировать или передавать синтетические гены потомству, а также использование ксенобиологических организмов с использованием альтернативной биохимии, например с использованием искусственных ксенонуклеиновых кислот (XNA) вместо ДНК.
Существующие системы анализа риска для ГМО обычно применимы к синтетическим организмам, хотя могут возникнуть трудности с организмом, построенным «снизу вверх» из индивидуальных генетических последовательностей. Синтетическая биология обычно попадает под существующие правила для ГМО и биотехнологии в целом, а также любые правила, которые существуют для последующих коммерческих продуктов, хотя, как правило, в какой-либо юрисдикции нет правил, специально созданных для синтетической биологии.

## Предпосылки
Синтетическая биология является продуктом биотехнологии, отличающейся только использованием биологических путей и организмов которые не встречаются в природе. Это контрастирует с «традиционно» генетически модифицированными организмами, которые созданы путём переноса существующих генов из одной клетки в другую. Основные цели синтетической биологии заключаются в реконструкции генов клеток и организмов для генной терапии; в развитии искусственных протоклеток; и развитии организмов основанных на альтернативной биохимии. Данная работа была продиктована развитием геномного синтеза и регулирующих инструментов, а также пулами стандартизированных синтетических биологических схем с определёнными функциями. В дополнение, доступность данных инструментов подтолкнула к распространению движения «сделай сам» в биологии.
Однако, синтетическая биология находится на начальной стадии развития. Сегодня учёные ещё не способны конструировать организмы «с нуля», они работают главным образом в рамках существующих организмов. Исследования до сих пор проводились в основном на относительно простых одноклеточных организмах, таких как бактерии (E. coli) и дрожжи (S. cerevisiae), хотя уже достигнуты успехи и на более сложных системах, например на клетках растений и млекопитающих.
Синтетическая биология имеет потенциальные коммерческие применения в энергетике, сельском хозяйстве, медицине и производстве химических веществ, включая фармацевтические препараты. Биосинтетические применения часто различают за их «замкнутое использование» в лабораториях и производственных помещениях, а также в «умышленном производстве» за пределами лаборатории для медицинского, ветеринарного, косметического и сельскохозяйственного применения. Так как использование синтетической биологии возрастает в промышленности, возрастает и количество работников подвергнутых риску.

## Опасности

### Биологическая безопасность
Опасности для работников сферы синтетической биологии схожи с теми, которые присутствуют в остальных областях биотехнологии, и в основном заключаются в воздействии патогенов и токсичных химикатов на человеческий организм. К ним относятся опасные химические вещества; биологические опасности, включая организмы, прионы и токсины биологического происхождения; физические, такие как эргономические опасности, радиационные и шумовые опасности; и дополнительные риски травм, нанесённых во время работы с оборудованием, например автоклавами, центрифугами, сжатым газом, криогенами и поражения электрическим током.
Новые протоклетки или ксенобиологические организмы, а также редактирование генов высших животных могут создавать новые опасности для биобезопасности, которые влияют на их оценку риска. По состоянию на 2018 год большинство руководств по лабораторной биобезопасности основано на предотвращении воздействия только существующих, а не новых патогенов. Лентивирусные векторы, полученные из вируса ВИЧ-1, широко используются в генной терапии из-за их уникальной способности инфицировать как делящиеся, так и неделящиеся клетки, но непреднамеренное воздействие на рабочих может привести к онкологии и другим заболеваниям. В таких случаях, специальные антиретровирусные препараты можно использовать в качестве профилактики после контакта.
Учитывая схожие стремления в синтетической биологии и движения «сделай сам», начали возникать новые опасение на счёт соблюдения практикующих данное движение людей правил оценки рисков и биобезопасности, требуемые от профессионалов. Хотя и существует неформальный кодекс этических норм, учитывающий риски для здоровья и другие неблагоприятные последствия.

### Биологическая защита
Возникновение синтетической биологии также породило беспокойства в отношении биологической защиты, так как синтетические или переработанные организмы могут быть созданы для биотерроризма. С учётом ресурсов необходимых для проведения такого рода деятельности вероятность этого мала, но тем не менее она существует.Хотя в то же время, синтетическая биология может расширить число людей с соответственными способностями и уменьшить время необходимое для их развития.
В отчёте Национальной академии наук, инженерии и медицины (NASEM) за 2018 год определены три возможности, вызывающие наибольшее беспокойство. Первый — это воссоздание известных патогенов с нуля, например, использование синтеза генома для воссоздания исторических вирусов, таких как вирус испанского гриппа или вирус полиомиелита. Современные технологии позволяют провести синтез генома для практически любого вируса млекопитающих, а последовательности известных вирусов человека общедоступны, процедура имеет относительно низкую стоимость и требует доступа к базовому лабораторному оборудованию. Однако патогены должны обладать известными свойствами, и их можно было бы смягчить стандартными мерами общественного здравоохранения, а также можно было бы частично предотвратить путём скрининга коммерчески производимых молекул ДНК. В отличие от вирусов, создание существующих бактерий или совершенно новых патогенов с нуля ещё не представлялось возможным по состоянию на 2018 год и считается низким риском.
Ещё одна вызывающая озабоченность возможность, которую упоминает NASEM — это создание более опасных существующих патогенов. Это включает в себя изменение целевого хозяина или ткани, а также усиление репликации, вирулентности, трансмиссивности или стабильности патогена; или его способность продуцировать токсины, повторно активироваться из состояния покоя, уклоняться от естественного или индуцированного вакцинами иммунитета или уклоняться от обнаружения. NASEM считает, что искусственно созданные бактерии представляют более высокий риск, чем вирусы, потому что ими легче манипулировать, а их геномы более стабильны с течением времени.
Последняя возможность, вызывающая беспокойство, на которую указывает NASEM — это создание микробов для производства вредных биохимических веществ. Метаболическая инженерия микроорганизмов — хорошо известная область, нацеленная на производство топлива, химикатов, пищевых ингредиентов и фармацевтических препаратов, но её можно использовать для производства токсинов, антиметаболитов, контролируемых веществ, взрывчатых веществ или химического оружия. Считается, что это более высокий риск для природных веществ, чем для искусственных.
Также существует вероятность появления новых угроз, которые NASEM сочла менее опасными из-за их технических проблем. Доставка искусственно созданного организма в микробиом человека связана с проблемами доставки и устойчивости в микробиоме, хотя атаку будет сложно обнаружить и смягчить. Патогены, созданные для изменения иммунной системы человека, вызывая иммунодефицит, гиперреактивность или аутоиммунитет, или для прямого изменения генома человека, также считались менее опасными из-за серьёзных технических проблем.

### Экологические
Опасности для окружающей среды включают в себя воздействие токсинов на животных и растения, так же как неблагоприятное воздействие на биологическое разнообразие и экосистему в целом. Например, токсин, внесённый в растение для противодействия определённым насекомым-вредителям, может также влиять на других беспозвоночных. Некоторые весьма спекулятивные опасности включают в себя инвазивные и вытесняющие естественные организмы, искусственно созданные организмы, а также горизонтальный перенос генов от искусственно созданных организмов к естественным. Генные побуждения к подавлению переносчиков болезней могут непреднамеренно повлиять на приспособленность целевых видов и изменить баланс экосистемы.
Кроме того, синтетическая биология может привести к изменениям в землепользовании, например, к вытеснению непищевых синтетических организмов других видов сельскохозяйственного использования или диких земель. Это также может привести к тому, что продукция будет производиться несельскохозяйственными средствами или крупномасштабным коммерческим сельским хозяйством, что может оказаться экономически более выгодным для мелких фермеров. Наконец, существует риск того, что методы сохранения, основанные на синтетической биологии, такие как вымирание, могут снизить поддержку традиционных усилий по сохранению.

## Контроль рисков

### Внешний
Внешняя биозащита включает в себя физическое сдерживание с помощью инженерных средств контроля, таких как шкафы биобезопасности и перчаточные боксы, а также средства индивидуальной защиты, включая перчатки, пальто, халаты, бахилы, ботинки, респираторы, лицевые щитки и защитные очки. Кроме того, помещения, используемые для синтетической биологии, могут включать зоны дезактивации, специализированные системы вентиляции и очистки воздуха, а также отделение лабораторных рабочих зон от общественного доступа. Эти процедуры являются общими для всех микробиологических лабораторий.
В сельском хозяйстве внешние методы биоизоляции включают поддержание дистанций изоляции и физических барьеров для пыльцы, чтобы не дать модифицированным организмам удобрять растения дикого типа, а также посев модифицированных семян и семян дикого типа в разное время, чтобы периоды их цветения не перекрывались.

### Внутренний
Внутренняя биозащита — это упреждающая разработка функциональных возможностей или недостатков организмов и систем для снижения их опасности. Он уникален для искусственно созданных организмов, таких как ГМО и синтетические организмы, и является примером замещения опасностей и предотвращения посредством дизайна. Внутренняя биозащита может преследовать множество целей, включая контроль роста в лаборатории или после непреднамеренного высвобождения, предотвращение горизонтального переноса генов в естественные клетки, предотвращение использования для биотерроризма или защиту интеллектуальной собственности создателей организма. Высказывались опасения, что существующие генетические гарантии недостаточно надёжны из-за способности организма терять их в результате мутации. Однако они могут быть полезны в сочетании с другими средствами контроля опасностей и могут обеспечить усиленную защиту по сравнению с ГМО.
Многие подходы подпадают под действие внутренней биозащиты. Ауксотрофия — это неспособность организма синтезировать определённое соединение, необходимое для его роста, что означает, что организм не может выжить, если ему не предоставить это соединение. «Убивающий переключатель» — это путь, который инициирует гибель клеток, которая запускается сигналом от человека. Другой такой метод — неспособность организмов к репликации.
Методы, специфичные для растений, включают цитоплазматическую мужскую стерильность, при которой не может быть произведена жизнеспособная пыльца; и транспластомные растения, в которых модификации производятся только в ДНК хлоропластов, которая не включается в пыльцу.
Методы, специфичные для вирусных векторов, включают разделение ключевых компонентов между несколькими плазмидами, исключение дополнительных белков, связанных с функцией вируса дикого типа как патогена, но не как вектора, и использование самоинактивирующихся векторов.
Было высказано предположение, что ксенобиология, использование альтернативной биохимии, которая отличается от естественной ДНК и белков, может позволить использовать новые внутренние методы биосдерживания, которые невозможны с традиционными ГМО. Это будет включать инженерные организмы, которые используют искусственные ксенонуклеиновые кислоты (XNA) вместо ДНК и РНК или которые имеют изменённый или расширенный генетический код. Теоретически они неспособны к горизонтальному переносу генов. к естественным клеткам. Есть предположение, что эти методы могут иметь меньшую частоту отказов, чем традиционные методы.

## Оценка риска
Хотя опасности синтетической биологии аналогичны опасностям существующей биотехнологии, процедуры оценки риска могут отличаться, учитывая скорость, с которой генерируются новые компоненты и организмы. Существующие системы анализа рисков для ГМО также применимы для синтетических организмов, а наблюдение за здоровьем на рабочем месте может быть использовано для улучшения оценки рисков. Однако могут возникнуть трудности с оценкой риска для организма, построенного «снизу вверх» из отдельных генетических последовательностей, а не из донорского организма с известными характеристиками. Синтетические организмы также могут не включаться в существующие классификации организмов. микроорганизмы в группы риска. Дополнительная проблема заключается в том, что синтетическая биология затрагивает широкий спектр дисциплин за пределами биологии, практикующие врачи которых могут быть незнакомы с оценкой микробиологического риска.
Что касается биобезопасности, оценка риска включает оценку простоты использования потенциальными участниками; его эффективность как оружия; практические требования, такие как доступ к опыту и ресурсам; и способность предотвращать, предвидеть и реагировать на атаку. Для экологических опасностей оценки рисков и полевые испытания приложений синтетической биологии наиболее эффективны, когда они включают показатели по нецелевым организмам и функциям экосистем. Некоторые исследователи предположили, что традиционных методов оценки жизненного цикла может быть недостаточно, потому что, в отличие от традиционных отраслей, граница между отраслью и окружающей средой размыта, а материалы имеют насыщенное информацией описание, которое нельзя описать только их химическим составом.

## Регулирование

### Международное
Несколько договоров содержат положения, относящиеся к синтетической биологии. К ним относятся Конвенция о биологическом разнообразии, Картахенский протокол по биобезопасности, Нагойско-Куала-Лумпарский дополнительный протокол об ответственности, Конвенция о биологическом оружии и Руководящие принципы Австралийской группы.

### Соединённые Штаты Америки
В целом, Соединённые Штаты полагаются на нормативно-правовую базу, установленную для химических веществ и фармацевтических препаратов для регулирования синтетической биологии, она основывается на Законе о контроле за токсичными веществами 1976 года, обновлённом Законе о химической безопасности Фрэнка Р. Лаутенберга для XXI века, а также на Федеральном законе о пищевых продуктах, лекарствах и косметических средствах.
Проблемы биобезопасности, связанные с синтетической биологией и её инструментами редактирования генов, аналогичны опасениям, высказанным в отношении технологии рекомбинантной ДНК, когда она появилась в середине 1970-х годов. Рекомендации Асиломарской конференции 1975 года по рекомбинантной ДНК легли в основу руководящих принципов Национального института здравоохранения США (NIH), которые были обновлены в 2013 году для рассмотрения организмов и вирусов, содержащих синтетические молекулы нуклеиновых кислот. Рекомендации NIH по исследованиям с участием рекомбинантных и синтетических нуклеиновых молекул являются наиболее полным ресурсом по безопасности синтетической биологии. Хотя они являются обязательными только для получателей финансирования NIH, другие государственные и частные спонсоры иногда требуют их использования, и они часто добровольно реализуются другими. Кроме того, Руководство NIH по системе скрининга для поставщиков синтетической двуцепочечной ДНК от 2010 года содержит добровольные рекомендации для поставщиков синтетической ДНК по проверке личности и принадлежности покупателей и скринингу на предмет вызывающих озабоченность последовательностей.
Управление по охране труда и здоровья (OSHA) регулирует здоровье и безопасность рабочих, в том числе тех, кто занимается синтетической биологией. В середине 1980-х OSHA утверждало, что положение об общих обязанностях и существующих нормативных стандартов было достаточно для защиты биотехнологических работников.
Агентство по охране окружающей среды, Министерство сельского хозяйства, Служба инспекции здоровья животных и растений и Управление по санитарному надзору за качеством пищевых продуктов и медикаментов регулируют коммерческое производство и использование генетически модифицированных организмов. Бюро промышленности и безопасности и Министерства торговли имеет власть над технологиями двойного назначения, а синтетическая биология подпадает под правила избранных агентов.

### Другие страны
В Европейском союзе синтетическая биология регулируется Директивами 2001/18 / EC о преднамеренном высвобождении ГМО и 2009/41 / EC о ограниченном использовании генетически модифицированных микроорганизмов, также как и Директива 2000/54 / EC по биологическим агентам на рабочем месте. По состоянию на 2012 год ни у Европейского сообщества, ни у какого-либо государства-члена не было специального законодательства по синтетической биологии.
В Великобритании Правила о генетически модифицированных организмах (ограниченное использование) 2000 года и последующие обновления являются основным законом, относящимся к синтетической биологии. Китай не разработал специальные правила синтетической биологии по состоянию на 2012 год, полагаясь на правила. разработан для ГМО. Сингапур полагается на свои Руководящие принципы биобезопасности для ГМО, биологических агентов и токсинов и Закон о безопасности и гигиене труда.